# Henry Trivick

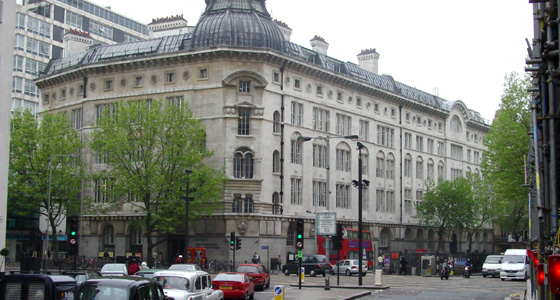
Central School of Arts and Crafts, Londres.

Henry Houghton Trivick (1908 - 1982) fue un artista de origen inglés especializado en Litografía, bisnieto del primer pintor inglés-estadounidense en alcanzar reconocimiento internacional expresidente de la Royal Academy Benjamin West. 
Sus estudios sobre Litografía los llevó a cabo en el Central School of Arts and Crafts (Central Saint Martin College of Arts and Design) de Londres, donde también se instruyó sobre Historia del Arte y diversas técnicas de grabado, desempeñándose en dicha casa de estudios posteriormente como docente.
Trivick fue un estrecho amigo del afamado pintor Inglés Stanley Spencer, al cual ayudó a desarrollar trabajos en Litografía. 
Ya en sus últimos años, Henry Trivick dedicó su vida a almacenar de modo escrito sus conocimientos sobre un arte que estaba quedando en el olvido, a la cual dedicó 3 libros:
"Autolithography" (1960)
"The Craft and Design of Monumental Brasses" (1969)
"The picture Book of Brasse in Guilt" (1971).
Estas obras fueron publicadas paralelamente en Londres y Nueva York, bajo John Baker London and Humanities Press Inc. frutos de toda una vida de experiencia y docencia.
Algunas de sus obras pictóricas se encuentran disponibles en diversos centros y galerías de arte en Estados Unidos e Inglaterra, estos, a la venta o simplemente como exhibición.